# 송미로
송미로(Songmi-ro)는 인천광역시 동구 송림동에 있는 도로로, 총 연장은 551m이다. 

## 유래
이름이 유래된 것은 소나무가 많았던 송림동의 아름다움이 반영된 상징적인 도로명으로 제명되었다.

## 역사
- 2009년 11월 3일 : 도로명으로 송미로를 고시

## 지리

### 주요 경유지
- 동구
  - 송림동

### 접촉하는 도로
- 인중로
- 염전로

### 주요 건물 및 시설
- 송림풍림아이원아파트 (송미로 6/송림동 339)
- 미래빌라상가 (송미로 22/송림동 8-670)
- 미래아트빌라 (송미로 24/송림동 8-693)
- GS칼텍스 대박주유소, 제일빌딩 (송미로 50/송림동 8-547)